# بادي نيل
بادي نيل هو سياسي كندي، ولد في 21 يناير 1921 في هاميلتون في كندا، وتوفي في 9 فبراير 1990 في فانكوفر في كندا. حزبياً، نشط في الحزب الديمقراطي الجديد. وقد انتخب عضو مجلس العموم الكندي.